# Виборчий округ 151
Виборчий округ 151 — виборчий округ в Полтавській області. В сучасному вигляді був утворений 28 квітня 2012 постановою ЦВК №82 (до цього моменту існувала інша система виборчих округів). Окружна виборча комісія цього округу розташовується в приміщенні колишнього РАЦСу за адресою м. Лохвиця, вул. Героїв України, 3.
До складу округу входять місто Гадяч, а також Гадяцький, Гребінківський, Лохвицький, Пирятинський, Чорнухинський райони, частина Лубенського району (територія на північ від міста Лубни). Виборчий округ 151 межує з округом 210 на північному заході, з округом 209 і округом 161 на півночі, з округом 162 на сході, з округом 147 і округом 148 на півдні та з округом 195 і округом 98 на заході. Виборчий округ №151 складається з виборчих дільниць під номерами 530036-530088, 530146-530169, 530171-530173, 530175-530176, 530417-530424, 530426-530441, 530444-530450, 530452-530473, 530495-530503, 530507-530518, 530520-530521, 530689-530720, 530722-530723, 530913-530932 та 531277.

## Народні депутати від округу
| Ім'я                     | Фото | Партія               | Скликання | Дата набуття повноважень | Дата припинення повноважень                                            |
| ------------------------ | ---- | -------------------- | --------- | ------------------------ | ---------------------------------------------------------------------- |
| Кутовий Тарас Вікторович |      | УДАР                 | 7-ме      | 12 грудня 2012           | 27 листопада 2014                                                      |
| Кутовий Тарас Вікторович |      | Блок Петра Порошенка | 8-ме      | 27 листопада 2014        | 14 квітня 2016 (перейшов на посаду Міністра аграрної політики України) |
| Богдан Руслан Дмитрович  |      | Батьківщина          | 8-ме      | 6 вересня 2016           | 29 серпня 2019                                                         |
| Березін Максим Юрійович  |      | Слуга народу         | 9-те      | 29 серпня 2019           |                                                                        |

## Результати виборів

### Парламентські

#### 2019
Кандидати-мажоритарники:
- Березін Максим Юрійович (Слуга народу)
- Богдан Руслан Дмитрович (Батьківщина)
- Колісніченко Віталій Іванович (Радикальна партія)
- Опришко Володимир Іванович (Опозиційна платформа — За життя)
- Матюшенко Олексій Володимирович (самовисування)
- Кривенко Віктор Миколайович (самовисування)
- Мірошніченко Аліна Олегівна (Європейська Солідарність)
- Петкус Іван Антонасович (Сила і честь)
- Чубенко Артем Вікторович (Свобода)
- Ешматова Айгуль Кодіржанівна (самовисування)

#### Довибори 2016
Одномандатний мажоритарний округ:

Кандидати-мажоритарники:
- Богдан Руслан Дмитрович (Батьківщина)
- Рябоконь Олексій Петрович (самовисування)
- Мигаль Олександр Миколайович (самовисування)
- Мамоян Сергій Чолоєвич (Партія простих людей)
- Бондар Микола Митрофанович (самовисування)
- Близнюк Іван Федорович (Свобода)
- Ляшко Руслан Віталійович (Радикальна партія)
- Березянський Олександр Вадимович (Опозиційний блок)
- Ольшанський Олександр Іванович (самовисування)
- Авраменко Інна Леонідівна (УКРОП)
- Пархоменко Валерій Олексійович (самовисування)
- Манько Валентин Миколайович (самовисування)
- Овчаренко Людмила Миколаївна (Відродження)
- Березін Максим Юрійович (Європейська партія України)
- Дмитренко Григорій Миколайович (самовисування)
- Носенко Сергій Михайлович (самовисування)
- Кутовий Олександр Іванович (самовисування)
- Чадюк Ігор Володимирович (Правий сектор)
- Ковальчук Василь Григорович (самовисування)
- Панченко Олександр Іванович (Народний рух України)
- Богун Валерій Віталійович (Україна славетна)
- Азізов Сергій Семенович (самовисування)
- Кривошеєнко Богдан Валерійович (Демократична партія України)
- Боклан Анна Павлівна (самовисування)
- Мельник Віктор Іванович (самовисування)
- Жалдак Олександр Панасович (самовисування)
- Рева Віктор Петрович (самовисування)
- Петросянц Марина Миколаївна (Солідарність жінок України)
- Боченко Віталій Вікторович (самовисування)
- Клівенков Олександр Євгенович (самовисування)
- Вознюк Андрій Віталійович (самовисування)
- Ващенко Софія Миколаївна (самовисування)
- Лінська Олена Петрівна (самовисування)
- Носихін Олександр Миколайович (самовисування)
- Чиркова Тетяна Вадимівна (самовисування)
- Камінський Микита Анатолійович (самовисування)
- Шутов Володимир Сергійович (самовисування)
- Казаков Віктор Ларіонович (самовисування)
- Каленюк Анна Сергіївна (самовисування)
- Бражник Дмитро Євгенович (самовисування)
- Пасічник Андрій Костянтинович (самовисування)
- Завадський Андрій Олександрович (самовисування)
- Звізло Максим Романович (самовисування)
- Толстоухов Сергій Вікторович (самовисування)
- Чириднік Юрій Анатолійович (самовисування)
- Таранов Дмитро Валерійович (самовисування)
- Паламар Ірина Євгенівна (самовисування)

#### 2014
Кандидати-мажоритарники:
- Кутовий Тарас Вікторович (Блок Петра Порошенка)
- Харченко Роман Миколайович (самовисування)
- Ольшанський Олександр Іванович (Радикальна партія)
- Оробей Віктор Андрійович (Сильна Україна)
- Синенко Ігор Миколайович (самовисування)
- Івасик Сергій Сергійович (Комуністична партія України)
- Радько Віктор Іванович (Опозиційний блок)
- Христенко Валерій Іванович (самовисування)

#### 2012
Кандидати-мажоритарники:
- Кутовий Тарас Вікторович (УДАР)
- Овчаренко Людмила Миколаївна (самовисування)
- Кривошей Михайло Михайлович (Партія регіонів)
- Дмитренко Григорій Миколайович (Комуністична партія України)
- Жуковець Сергій Павлович (Українська народна партія)
- Бульба Степан Степанович (самовисування)
- Крат Ірма Миколаївна (самовисування)
- Свиридюк Роман Володимирович (самовисування)
- Туник Іван Семенович (Громадянська солідарність)
- Полупан Володимир Артемович (самовисування)

## Явка
Явка виборців на окрузі: